# Droga wojewódzka nr 590
Droga wojewódzka nr 590 (DW590) – droga wojewódzka przebiegająca w północnej części woj. warmińsko-mazurskiego. Łączy drogę wojewódzką nr 591 koło Barcian z Biskupcem.

## Ważniejsze miejscowości leżące przy trasie 590
- Barciany
- Korsze
- Reszel
- Biskupiec